# Alanngorsuaq (fiordo)
L'Alanngorsuaq (in danese: Kobberminebugt) è un fiordo della Groenlandia di 40 km. Si trova a 60°55'N 48°10'O; è situato tra il comune di Kujalleq e quello di Sermersooq.